# Someș-Odorhei
Someș-Odorhei é uma comuna romena localizada no distrito de Sălaj, na região histórica da Crișana (parte da Transilvânia). A comuna possui uma área de 78.24 km² e sua população era de 2937 habitantes segundo o censo de 2007.